# Yongzhou
Yongzhou (kinesisk skrift: 永州; pinyin: Yǒngzhōu) (på dansk også kendt som Yungchow) er en kinesisk by på præfekturniveau i provinsen Hunan i det sydlige Kina. Arealet er på 22 441,43 km² og befolkningen på 5.980.000 mennesker (2007).
Det uklassificerede lille kinesiske sprog linghua er hjemmehørende i dette området.

## Administrative enheder
Yongzhou består af to bydistrikter, otte amter og et autonomt amt:
- Bydistriktet Lengshuitan 冷水滩区, 1.218 km², 490.000 indbyggere;
- Bydistriktet Lingling 零陵区, 1.959 km², 580.00 indbyggere;
- Amtet Dong'an 东安县, 2.211 km², 590.000 indbyggere
- Amtet Dao 道县, 2.441 km², 670.000 indbyggere;
- Amtet Ningyuan 宁远县, 2.508 km², 740.000 indbyggere;
- Amtet Jiangyong 江永县, 1.633 km², 250.000 indbyggere;
- Amtet Lanshan 蓝山县, 1.807 km², 350.000 indbyggere;
- Amtet Xintian 新田县, 1.004 km², 370.000 indbyggere;
- Amtet Shuangpai 双牌县, 1.739 km², 170.000 indbyggere;
- Amtet Qiyang 祁阳县, 2.519 km², 980.000 indbyggere;
- Det autonome amt Jianghua for yaoer 江华瑶族自治县, 3.216 km², 460.000 indbyggere.

## Trafik
Kinas rigsvej 207 løber gennem præfekturet; Den begynder i Xilinhot i Indre Mongoliet nær grænsen til Mongoliet, løber mod syd og ender i Hai'an, en by som ligger i amtet Xuwen på den sydlige del af Leizhouhalvøen i provinsen Guangdong.
26°13′N 111°37′Ø / 26.217°N 111.617°Ø